# Pnigalio gyamiensis
Pnigalio gyamiensis är en stekelart som beskrevs av Svetlana N. Myartseva och Kurashev 1990. Pnigalio gyamiensis ingår i släktet Pnigalio och familjen finglanssteklar.
Artens utbredningsområde är Turkmenistan. Inga underarter finns listade i Catalogue of Life.